# Геренчук, Каленик Иванович
Кале́ник Ива́нович Геренчу́к (14 ноября 1904, село Белая, в настоящее время Чемеровецкого района Хмельницкой области — 5 февраля 1984, Львов, похоронен в Каменце-Подольском) — украинский физико-географ, геоморфолог, ландшафтовед. Доктор географических наук (1958 г.), профессор (1960 р.).

## Биография
Каленик Иванович Геренчук родился в крестьянской семье в селе Белая Подольской губернии 14 ноября 1904 года. Отец — Иван Васильевич Геренчук — происходил из крестьян среднего достатка, а мать — Одарка Даниловна (урождённая Кокойда) — рано осиротела, но за ней осталось несколько гектаров земли, что по тем временам приравнивало её также к середнякам. В семье родилось четверо детей: Анастасия, Каленик, Мария и Пётр. В 1918 году Каленик закончил местную церковно-приходскую школу и продолжил обучение сначала в высшем начальном, а затем в педагогическом училище. Некоторое время (приблизительно год) он учился в духовной семинарии Каменец-Подольска, но об этой странице своей биографии, он, по известным причинам, никогда не вспоминал. Можно догадываться, что причиной прекращения учёбы в семинарии было его негативное отношение к религии.
В 1922—1925 годах Каленик Геренчук учился в Каменец-Подольском институте народного образования (ныне Каменец-Подольський национальный университет) по специальности агробиология. Преподавал в Каменец-Подольском педагогическом институте (1932—1938). По окончании высшего учебного заведения он работал заведующим детским домом в Дунаевцах (теперь райцентр Хмельницкой области).
В 1926—1927 годах будущий учёный проходит службу в армии, а после демобилизации работает заведующим Смотрицким отделом народного образования и преподаёт в средних и советско-партийных школах Каменец-Подольского. в Октябре 1932 года его приглашают на педагогическую работу в Каменец-Подольский университет. До 1934 года он работает ассистентом, а затем доцентом экономической географии. В 1935 году Геренчук поступает в аспирантуру Научно-Исследовательского института географии Московского университета. По окончании аспирантуры его направляют в Ростовский университет, где он возглавляет кафедру физической географии, а со временем становится деканом географического факультета. В начальный период войны, избежав мобилизации, Каленик Иванович с большими трудностями возвращается на Украину и работает на земле в своём родном селе. После того, как линия фронта ушла на запад (1944 год) его снова назначают заведующим Смотрицким отделом народного образования. В декабре 1944 года его переводят на преподавательскую работу в Каменец-Подольский пединститут.
В 1945—1954 годах работал в Черновицком университете. Заведовал кафедрой физической географии.
С 1954 года работал в Львовском университете. В 1954—1974 годах заведовал кафедрой физической географии. С 1979 года — профессор.
Состоял членом КПСС с 1962 года.

## Научная деятельность
Каленик Геренчук — один из основателей структурной геоморфологии. Его главные труды посвящены:
- вопросам развития рельефа;
- проблемам ландшафтоведения;
- проблемам физико-географического районирования территории Украины;
- природоохранным проблемам;
- общим и региональным вопросам физической географии и геоморфологии.

Автор учебника и нескольких учебных пособий для студентов высших учебных заведений и учителей.
Соавтор (редактор) восьми монографий, посвященных природе западных областей Украины.
Возглавлял Львовский отдел Географического общества УССР.
Почётный член Географического общества СССР (с 1970 года).

## Главные научные труды
- Геренчук К. И. Подольские Толтры (геоморфологический очерк) // Известия Всесоюзного географического общества. — 1949. — № 5. — С. 530—536.
- Геренчук К. И. Тектонические закономерности в орографии и речной сети Русской равнины. — Львов, 1960.
- Природа Украинских Карпат. — Львов, 1968.
- Геренчук К. И. Основные проблемы физической географии. — Киев: Вища школа, 1969.
- Общее землеведение. — М., 1984.
- Природа Хмельницької області / Ред. К. І. Геренчук. — Львів: Вища школа, 1980. — 152 с.